# Brandy butter

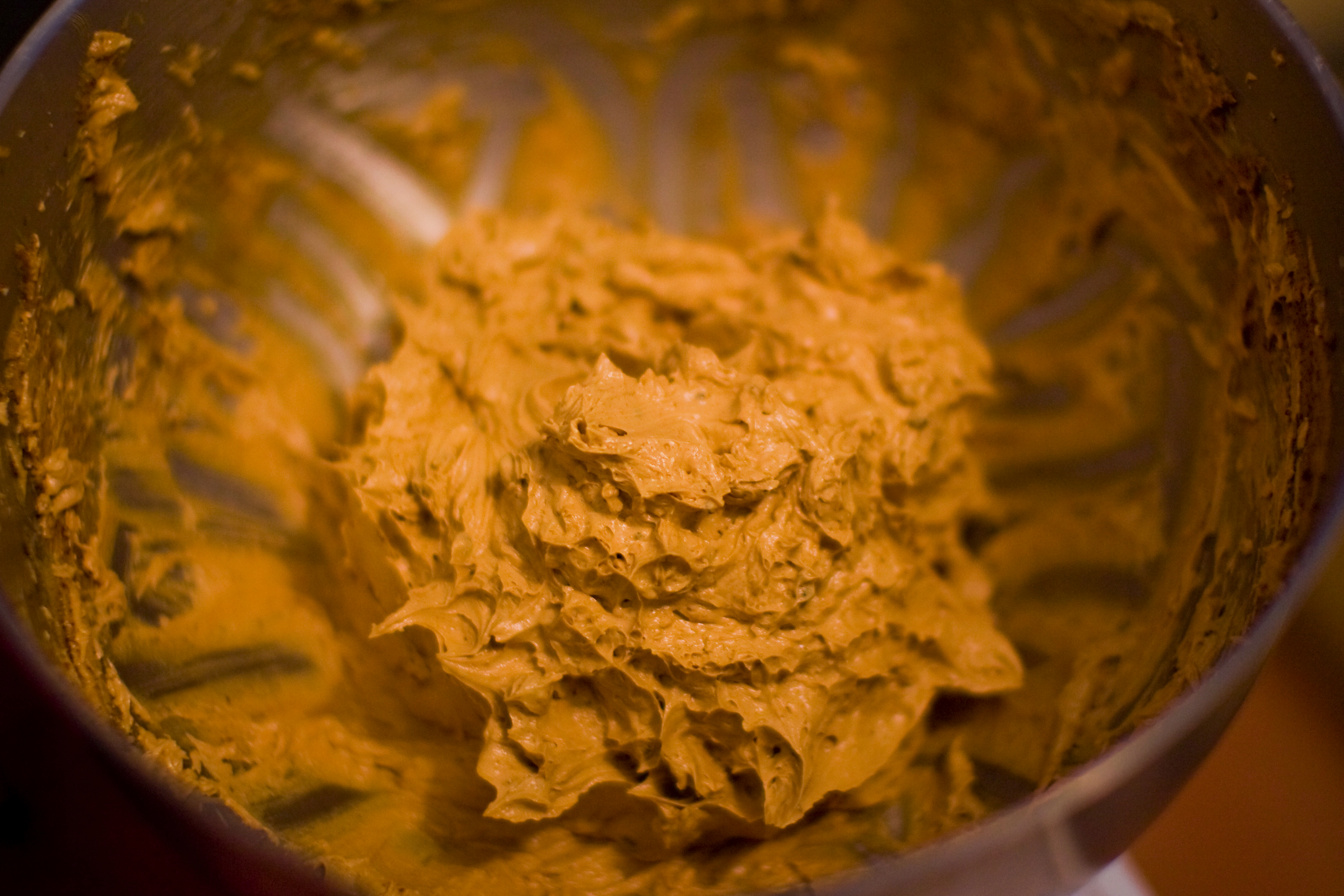
Brandy butter.

Brandy butter se trata de una salsa dulce que se consume de forma tradicional en los postres ingleses durante Navidad y el periodo de Año Nuevo. Es también conocido en  Cambridge como Senior Wrangler sauce; el término deriva del más alto título que se puede obtener en el examen de Math Tripos.

## Descripción
El 'Brandy butter' es una mezcla de azúcares oscuros (sin refinar), mantequilla sin sal y brandy. Todo ello refrigerado hasta que se pone relativamente consistente, se sirve por regla general frío para proporcionar un contraste con los postres calientes, tales como:
- Christmas pudding (conocido también como pudding de ciruelas).
- Mince pies recién hechos del horno.

Todo ello acompañado de diferentes salseras para poder condimentar la crema (aromatizada a veces con vainillina), helado o custard.